# 6. század

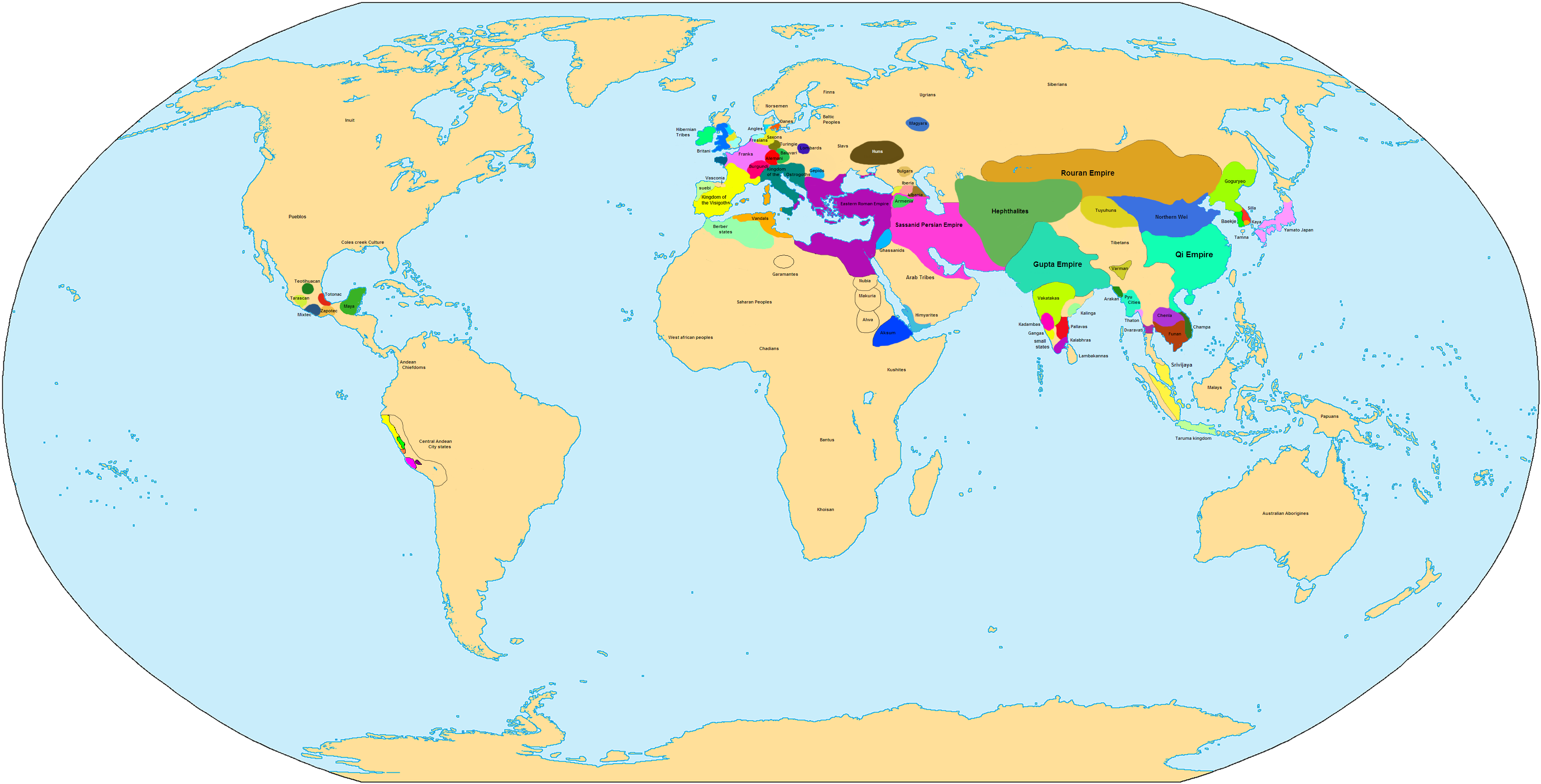
Főbb birodalmak, államok, népek a 6. század elején (angol nyelvű)

A 6. század az időszámításunk szerinti 501–600 közötti éveket foglalja magába.

## Események

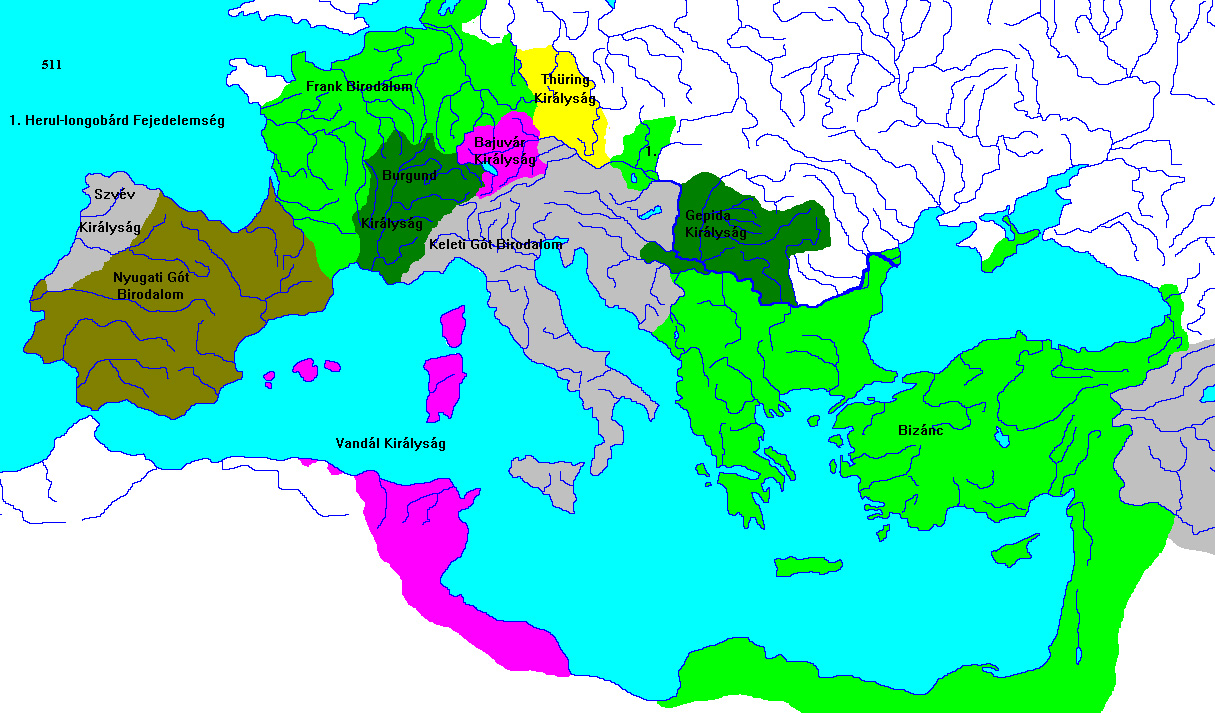
Az egykori Római Birodalom 511-ben

### Európa
- Ír telepesek és hódítók, a skótok letelepülése Kaledóniában (később Skócia)
- Bubópestis Konstantinápolyban és a Római Birodalom többi részén
- 507: vouilléi csata: Klodvig legyőzi és kiszorítja a nyugati gótokat Gallia nagy részéről
- 527–565: I. Justinianus császár, a kelet-római birodalom legnagyobb uralkodója. Utolsóként tesz kísérletet a Római Birodalom feltámasztására.
  - 534: a bizánci hadvezér, Flavius Belisarius legyőzi Gelimert, a vandálok utolsó királyát, ezzel véget ér az afrikai Vandál királyság
- 531: a frankok és a szászok megsemmisítik a türingek germán királyságát
- 534: a frankok bekebelezik a burgundok államát a Rhône völgyében
- 537: a camlanni csata: Arthur briton király utolsó csatája
  - 567: az avarok elpusztítják a Gepida királyságot, a longobárdok elhagyják a Dunántúlt és Itáliába vándorolnak
- 567–631: A hispaniai nyugati gót királyság fénykora. 
  - Leovigild király 585-ben bekebelezi a félsziget ÉNy-i részében a germán svévek államát. Fia, I. Rekkared 587-ben áttér a keresztény ariánus hitről a római katolicizmusra. Utódai visszafoglalják a bizánciaktól a Justinianus által elhódított hispaniai területeket.
- 568: A népvándorlás utolsó mozzanata: a Pannóniában lakó longobárdok Alboin vezetésével Itáliába költöznek, miután megsemmisítették a germán gepidák népét, amely a hunok elvonulása óta a Tisza vidékén tanyázott. A longobárdok Itália nagy részét elfoglalják. Központjuk a Pó-síkság lesz, Pavia székhellyel. (A régió innen kapja Longobardia → Lombardia nevet.)
  - A kiürült Kárpát-medencét az avarok szállják meg (→ Avar Kaganátus), fejedelmeik (kagánjaik) adófizetésre kényszerítik a környező szláv népeket.
- 596: Megkezdődik Rómából az angolszászok keresztény hitre térítése

### Ázsia
- 550 körül: Az ősi magyarok feltehetően ekkor kerülnek Nyugat-Szibériából a Belaja és Káma vidékére (Magna Hungaria)
- 531–579: I. Huszrau (Khoszrau), a perzsa Szászánida-dinasztia legnagyobb uralkodója
- 551–657: Hatalmas nomád Türk Birodalom Belső-Ázsiában. (A törökök ősei innen vándorolnak később nyugatra.)
- Észak-Indiában (550-ig): Gupta Birodalom
- Dél-India: Pallava Birodalom
- Japán: Kofun-kort az Aszuka-kor váltja
  - 552 – a buddhizmus Korea felől eléri Japánt
  - 562 – a japánokat elűzik Koreából
- 589: A Szuj-dinasztia uralma alatt ismét egyesül egész Kína
- A fekete halál DK-Ázsiában pusztít
- A selyemút Európába ér

## Vallás

### Kereszténység
- 529: A nyugati szerzetesség alapítása. Nursiai Szt Benedek kolostort létesít a Monte Cassinón, és szabályzattal látja el.
- 553: Második konstantinápolyi zsinat
- 590-től: I. (Nagy) Gergely pápa. Megalapozza a pápaság világi uralmát. Egyházszervezői munkásságának emlékét a római liturgikus énekművészet elnevezése, a gregorián is fenntartotta.

### Egyéb
- 570: Mohamed, az iszlám alapítójának születése

## Híresebb emberek

### Uralkodó, hadvezér
- Arthur király, a szászok legyőzője
- I. Justinianus, bizánci császár (527-565)
- Nagy Teodorik kb. (455–526) keleti gót király
- Szuj Ven-ti (wd) kínai császár, a Kínai Birodalom újraegyesítője
- Baján avar kagán

### Vallási személy
- Mohamed, az iszlám vallás alapítója
- I. Nagy Gergely pápa

### Egyéb
- Taliesin (wd), walesi bárd
- Antoninus, másik nevén Anonymus Placentius ókeresztény író

## Találmányok, felfedezések
- A Frank Birodalomban elterjed a szügyhám használata.
- A Bizánci Birodalom megszerzi Kínától a selyem készítésének titkát.

## Évtizedek és évek
Megjegyzés: A hatodik század előtti és utáni évek dőlt betűvel írva.
| 490-es évek | 490 | 491 | 492 | 493 | 494 | 495 | 496 | 497 | 498 | 499 |
| 500-as évek | 500 | 501 | 502 | 503 | 504 | 505 | 506 | 507 | 508 | 509 |
| 510-es évek | 510 | 511 | 512 | 513 | 514 | 515 | 516 | 517 | 518 | 519 |
| 520-as évek | 520 | 521 | 522 | 523 | 524 | 525 | 526 | 527 | 528 | 529 |
| 530-as évek | 530 | 531 | 532 | 533 | 534 | 535 | 536 | 537 | 538 | 539 |
| 540-es évek | 540 | 541 | 542 | 543 | 544 | 545 | 546 | 547 | 548 | 549 |
| 550-es évek | 550 | 551 | 552 | 553 | 554 | 555 | 556 | 557 | 558 | 559 |
| 560-as évek | 560 | 561 | 562 | 563 | 564 | 565 | 566 | 567 | 568 | 569 |
| 570-es évek | 570 | 571 | 572 | 573 | 574 | 575 | 576 | 577 | 578 | 579 |
| 580-as évek | 580 | 581 | 582 | 583 | 584 | 585 | 586 | 587 | 588 | 589 |
| 590-es évek | 590 | 591 | 592 | 593 | 594 | 595 | 596 | 597 | 598 | 599 |
| 600-as évek | 600 | 601 | 602 | 603 | 604 | 605 | 606 | 607 | 608 | 609 |